# Glorinha
Glorinha là một đô thị thuộc bang Rio Grande do Sul, Brasil. Đô thị này có diện tích 323,641 km², dân số năm 2007 là 6908 người, mật độ 21,34 người/km².